# Nirvana (glasbena skupina)
Nirvana je bila ameriška glasbena skupina, ki je delovala med letoma 1987 in 1994. Igrali so alternativni rock in grunge. S pesmijo Smells Like Teen Spirit so poleteli v mainstream in postali najbolj prepoznaven bend začetka devetdesetih. So eden od velikih štirih bendov seattelske glasbe. Danes je Nirvana obravnavana kot ena najbolj kultnih skupin.

## Zgodovina

### Začetki
Leta 1985 sta se spoznala Kurt Cobain in Krist Novoselic ter se odločila, da ustanovita punk band. To namero sta uresničila leta 1987, ko sta našla bobnarja Aarona Burckharda. Imeli so težave z bobnarji, tako jim je pomagal tudi Dale Crover, bobnar skupine The Melvins, ki je igral tudi na prvih demo posnetkih. Dolgo so iskali primernega bobnarja, končno pa našli Chada Channinga. Sklenili so pogodbo z lokalno založbo Sub pop in kmalu posneli svoj prvi single LoveBuzz. S koncertiranji po Seattlu so postali priljubljeni v underground sceni. Leta 1989 so posneli svoj prvi album, Bleach. Njihov novi kitarist Jason Everman je plačal del stroškov snemanja v višini 600$, a je po koncu snemanja skupino zapustil. Album je bil zelo dobro sprejet in Nirvana je odšla na prvo turnejo po Ameriki in Evropi. Kot je dejal Cobain, so na glasbo albuma Bleach vplivali The Melvins, Black Sabbathi, Led Zeppelini in tudi black metalci Celtic Frost. Nato skupino zapusti tudi Chad Channing in za komad Sliver se jim pridruži Dan Peters. Stalni bobnar nato postane Dave Grohl, dotedanji član hardrock skupine Scream.

### Slava
Septembra 1991 izdajo svoj drugi album Nevermind, ki takoj postane velik hit. Pesem Smells Like Teen Spirit ponese grunge na MTV in postane himna mladih rokerjev po vsem svetu, Cobain pa največji idol po Sex Pistolsih. Do leta 1992 so prodali več kot 10 milijonov kopij albuma in skupino je zajela nepričakovana svetovna slava. Toda kaj kmalu je postalo jasno, da se s tem težko soočajo, še posebej njihov frontman Cobain, katerega zdravje je zaradi naporov, vloženih v bend, začelo trpeti. Cobain je začel jemati kokain, heroin in antidepresive, zaradi česar skupina ni bila zmožna posneti naslednjega albuma vse do leta 1993. Leta 1992 je založba Geffen izdala album Incesticide, na katerem je bil še neizdan material, ki se je nabral v teh nekaj letih delovanja. Leta 1993 so izdali album In Utero. Sprva so ga hoteli poimenovati »I Hate Myself and I Want to Die«, a se založba s tem imenom ni strinjala. Album ni dosegel uspehov Neverminda, kljub temu pa na njem lahko najdemo nekaj hitov kot so »Rape Me«, »All Apologies« in »Pennyroyal Tea«. Za turnejo In Utero so za drugega kitarista sprejeli Pata Smeara. Konec leta 1993 Nirvana sprejme povabilo za nastop v oddaji MTV Unplugged. V začetku leta 1994 sledi evropska turneja. V Rimu je 4. marca Cobainu spodletel poskus samomora. Evropska turneja je bila odpovedana in skupina se je vrnila v Seattle. Cobainovo psihično stanje je bilo na dnu. Komaj dober mesec kasneje svet pretrese novica, da si je Nirvanin frontman vzel življenje. Skupina z njegovo smrtjo razpade. Tudi grunge glasba doživi velik zaton.

### Po razpadu skupine
Po Nirvaninem razpadu izide še nekaj njenih albumov. Prvi, MTV Unplugged in New York, izide že konec leta 1994 in velja za enega najboljših akustičnih albumov sploh. Le dva tedna kasneje izide video kompilacija Live! Tonight! Sold Out!!, ki prikazuje dogajanje na turneji Nevermind leta 1991. Oktobra 1996 izide še album koncertnih posnetkov z naslovom From the Muddy Banks of the Wishkah. Oktobra 2002, po več kot enoletnem prepiranju in tožarjenju med Novoselicem in Grohlom s Cobainovo ženo Courtney Love izide še album z največjimi uspešnicami, poimenovan preprosto Nirvana, na katerem se znajde tudi do sedaj še neobjavljena pesem »You Know You're Right«. Leta 2004 izide še dolgo pričakovan set With the Lights Out, na katerem se znajdejo demoti še iz časa, ko je bil bend še neznan. Na njem je tudi akustična verzija pesmi »Do Re Mi«. Zanimvo, v nekem intervjuju je Courtney Love dejala, da je v tej pesmi, posneti v Cobainovi spalnici, bobne igral kar Cobain sam, kitaro pa Pat Smear.

## Zanimivosti
- Velik vpliv na Nirvanino glasbo so imeli tudi Beatli. Cobain je nekoč priznal, da je pesem »About a Girl« napisal po štiriurnem poslušanju albuma With the Beatles.
- Nirvanin zadnji koncert je bil 1. marca 1994 v Münchnu. Cobain je koncert skrajšal na pičlih 70 minut. Le dva dni prej so nastopili tudi v Hali Tivoli v Ljubljani.
- Njihov najuspešnejši nastop je bil leta 1993 v Sao Paolu v Braziliji. Prodali so kar 110 000 vstopnic.
- Aprila leta 2014 so se vpisali v tako imenovan "Hall of fame", kjer je pela Joan Jett.

## Zasedba
- Kurt Cobain - vokal, kitara (1987-1994)
- Chris Novoselic - bas kitara (1987-1994)
- Dave Grohl - bobni (1990-1994)

Vmesni člani:
- Aaron Burckhard - bobni (1987-1988)
- Dale Crover - bobni (1988, 1990)
- Dave Foster - bobni (1988)
- Chad Channing - bobni (1988-1990)
- Jason Everman - kitara (1989)
- Dan Peters - bobni (1990)
- Pat Smear - kitara (1993-1994)